# Powerlifting ai XVI Giochi paralimpici estivi - 97 kg maschile
Le gare di powerlifting della categoria fino a 97 kg maschile ai XVI Giochi paralimpici estivi si sono svolte il 29 agosto 2021 presso il Tokyo International Forum.
Il vincitore è stato Yan Panpan.

## Risultati
| Pos. | Atleta                        | Peso (kg) | Sollevamenti (kg) | Sollevamenti (kg) | Sollevamenti (kg) | Sollevamenti (kg) | Risultato (kg) |
| Pos. | Atleta                        | Peso (kg) | 1                 | 2                 | 3                 | 4                 | Risultato (kg) |
| ---- | ----------------------------- | --------- | ----------------- | ----------------- | ----------------- | ----------------- | -------------- |
|      | Yan Panpan                    | 92,65     | 223               | 227               | 243.5             | –                 | 227            |
|      | Seyedhamed Solhipouravanji    | 95,09     | 221               | 222               | 222               | –                 | 222            |
|      | Fabio Torres                  | 94,34     | 221               | 226               | 226               | –                 | 221            |
| 4    | Mutaz Zakaria Daoud Aljuneidi | 96,07     | 215               | 222               | 223               | –                 | 215            |
| 5    | Petar Milenkovic              | 94,46     | 203               | 216               | 216               | –                 | 203            |
| 6    | Mohamed Ahmed                 | 94,53     | 200               | 200               | 200               | –                 | 200            |
| 7    | Nurlan Babajanov              | 95,81     | 185               | 195               | 204               | –                 | 185            |
| 8    | Denis Raiul                   | 89,12     | 162               | 165               | 172               | –                 | 172            |